# 米克氏康吉鰻
米克氏美體鰻（学名：Ariosoma meeki），又名米克氏錐體糯鰻，俗名臭腥鰻、海鰻、沙鰻，为輻鰭魚綱鰻形目糯鰻科美體鰻屬下的一个种。由David Starr Jordan和John Otterbein Snyder於1900年描述，最初屬於Congrellus屬，分布於西北太平洋日本及台灣東北部海域，深度100至400公尺，本魚體粗壯呈圓柱形，尾部側扁，體色為淡褐色，體長可達53公分，棲息在沙泥底質海域，為深海底棲性魚類，屬肉食性，生活習性不明。